# Cantó de Coulommiers
El cantó de Coulommiers és una divisió administrativa francesa del departament del Sena i Marne, situat al districte de Meaux i al districte de Provins. Des del 2015 té 51 municipis i el cap és Coulommiers.

## Municipis
- Amillis
- Aulnoy
- Beautheil
- Bellot
- Boissy-le-Châtel
- Boitron
- La Celle-sur-Morin
- Chailly-en-Brie
- La Chapelle-Moutils
- Chartronges
- Chauffry
- Chevru
- Choisy-en-Brie
- Coulommiers
- Dagny
- Doue
- La Ferté-Gaucher
- Giremoutiers
- Hautefeuille
- Hondevilliers
- Jouy-sur-Morin
- Lescherolles
- Leudon-en-Brie
- Maisoncelles-en-Brie
- Marolles-en-Brie
- Mauperthuis
- Meilleray
- Montdauphin
- Montenils
- Montolivet
- Mouroux
- Orly-sur-Morin
- Pézarches
- Rebais
- Sablonnières
- Saint-Augustin
- Saint-Barthélemy
- Saint-Cyr-sur-Morin
- Saint-Denis-lès-Rebais
- Saint-Germain-sous-Doue
- Saint-Léger
- Saint-Mars-Vieux-Maisons
- Saint-Martin-des-Champs
- Saint-Ouen-sur-Morin
- Saint-Rémy-la-Vanne
- Saints
- Saint-Siméon
- Touquin
- La Trétoire
- Verdelot
- Villeneuve-sur-Bellot

## Història
| Data d'elecció                           | Identitat        | Partit                     | Qualitat |
| ---------------------------------------- | ---------------- | -------------------------- | -------- |
| 1945-1951                                | René Arbeltier   | SFIO                       |          |
| 1951-1958                                | Gaston Bertier   | RPF, després radical       |          |
| 1958-1964                                | M. Conchon       | Divers droite              |          |
| 1964-1976                                | Bertrand Flornoy | UDR                        |          |
| 1976-1982                                | Henri Gehan      | PS                         |          |
| 1982-1998                                | Julien Morin     | RPR                        |          |
| 1998-2015                                | Laurence Picard  | Divers droite, després UMP |          |
| les dades anteriors no són pas conegudes |                  |                            |          |
|                                          |                  |                            |          |

## Demografia
| A partir de 1990: Població sense dobles comptes |